# Dolichoderus doriae
Dolichoderus doriae är en myrart som beskrevs av Carlo Emery 1887. Dolichoderus doriae ingår i släktet Dolichoderus och familjen myror. Inga underarter finns listade i Catalogue of Life.